# Afonso de Bragança, Duque do Porto
Afonso de Bragança (Lisboa, 31 de julho de 1865 – Nápoles, 21 de fevereiro de 1920), foi um Infante de Portugal, Duque do Porto, Condestável de Portugal e o governador e último vice-rei da Índia Portuguesa. Era o segundo filho do rei Luís I de Portugal, e de sua esposa, a princesa Maria Pia de Saboia.

## Biografia
Segundo filho do rei Luís I de Portugal e da rainha Maria Pia de Saboia, e irmão mais novo do rei Carlos I, Afonso desempenhou as funções de condestável do reino, tendo sido nomeado vice-rei da Índia em 1895, por ocasião de uma expedição a essas colónias. Representou algumas vezes o irmão em cortes estrangeiras. Foi general de divisão do exército português e inspector-geral da arma de artilharia. Era ainda comandante honorário dos Bombeiros Voluntários da Ajuda.
Jurado pelas Cortes herdeiro presuntivo da coroa portuguesa, durante o curto reinado de Manuel II, seu sobrinho, após a implantação da República em 1910, Afonso exilou-se com a mãe, a rainha Maria Pia, em Itália, onde residiu na cidade de Nápoles. Não teve filhos do seu casamento morganático, celebrado em Madrid, em 1917, com Nevada Stoody Hayes, cidadã americana. 

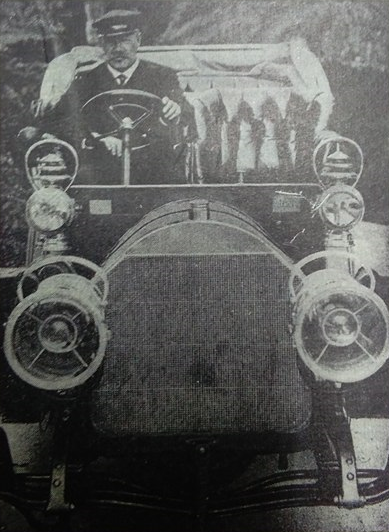
D. Afonso, ao volante.

Reza a crónica anedótica que era conhecido como «O Arreda». Amante de carros e de velocidade, corria pelas ruas da cidade no seu automóvel aos gritos «Arreda, Arreda!» para que as pessoas saíssem da frente, o que lhe valeu o cognome. No entanto a verdade é que ele, por ser o comandante da Real Associação de Bombeiros Voluntários da Ajuda fundada por si, percorria as ruas de Lisboa num carro de bombeiros — pago do próprio bolso — a alta velocidade, e como não havia sirenes nesse tempo, fazia-o com essa palavra de ordem ou grito para que os hipomóveis, os peões e os carros de cavalos, a circularem na via pública, arredassem para o lado e saíssem da frente. A sua paixão por esses novos veículos motorizados levou-o igualmente a ser responsável pela organização das primeiras corridas de carros em Portugal.
Terá sido ele que teve a preocupação de fundar o Instituto de Odivelas, cerca de Lisboa, em 14 de janeiro de 1900, um colégio para instrução e educação de filhas de militares superiores.
Falecido em 1920, foi trasladado em 1921 para o Panteão da Dinastia de Bragança, no Mosteiro de São Vicente de Fora, em Lisboa.
Durante toda a vida, foi tratado como Sua Alteza, o Infante D. Afonso, duque do Porto.